# Liwa al-Quds
Liwa al-Quds (árabe: لواء القدس) ou a Brigada de Jerusalém foi uma milícia pró-governo na Guerra Civil Síria sunita que opera em Aleppo, formada em 2013 pelo engenheiro Muhammad al-Sa'eed. Apenas no início de 2015, o grupo sofreu 200 mortos e mais de 400 feridos em combates. O grupo era composto principalmente de palestinianos sunitas do distrito de al-Nayrab, bem como do antigo campo de refugiados Handarat. Acredita-se que Liwa al-Quds fosse uma das maiores forças auxiliares lealistas a operar em Alepo..
O grupo apoiou o Exército Sírio em seu esforço para reabrir a principal linha de suprimentos para Aleppo em 2015.
Em Junho de 2017, Liwa al-Quds lançou uma campanha de recrutamento na província de Homs, onde visava alistar jovens refugiados palestinianos.
Durante as ofensivas rebeldes no final de 2024, o Liwa al-Quds foi uma das poucas milícias lealistas a continuar a lutar por Assad, enquanto todas as outras fugiam ou se rendiam. Após a queda do regime de Assad em dezembro de 2024, o governo de transição sírio exigiu que todos os grupos armados palestinos na Síria se desarmassem, dissolvessem suas formações militares e, em vez disso, se concentrassem em trabalho político e de caridade.